# Мирослав Миљковић
Мирослав Д. Миљковић (Ниш, 6. мај 1985) је српски шаховски велемајстор.

## Каријера
Мирослав Миљковић је међународни шаховски мајстор постао 2004. а велемајстор 2013. године.